# Rząd lorda Aberdeena

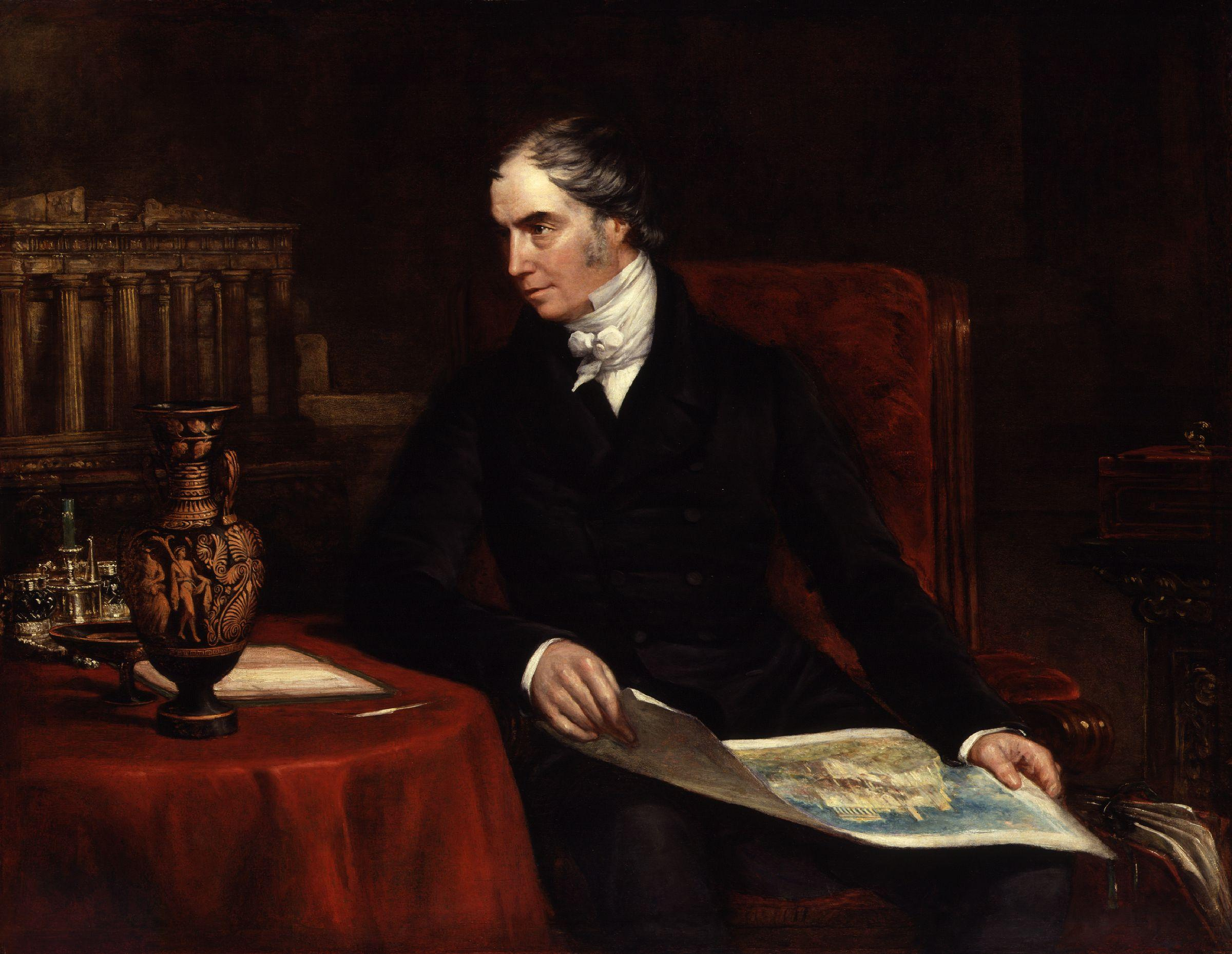
Hrabia Aberdeen, premier, pierwszy lord skarbu, przewodniczący Izby Lordów

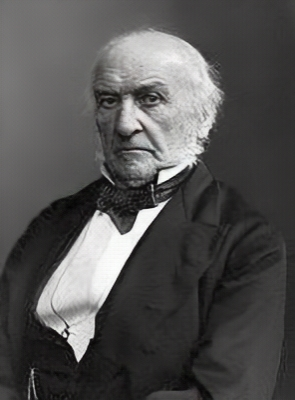
William Ewart Gladstone, kanclerz skarbu

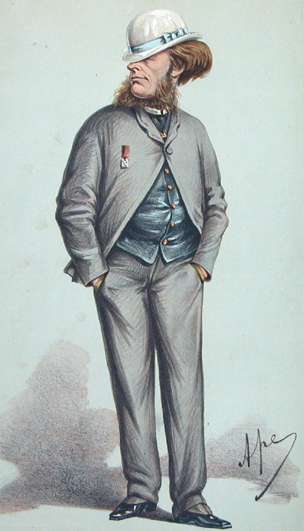
Lord Elcho, młodszy lord skarbu

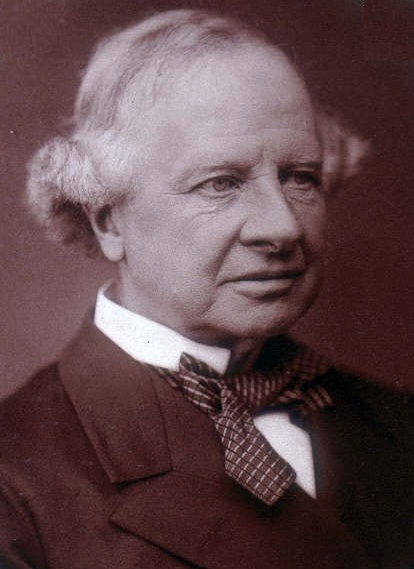
Hrabia Grenville, lord przewodniczący Rady, kanclerz Księstwa Lancaster

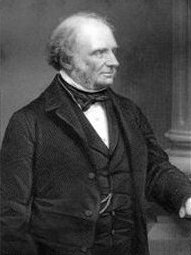
Lord John Russell, minister spraw zagranicznych, kanclerz Księstwa Lancaster

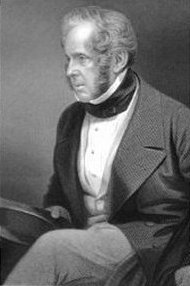
Wicehrabia Palmerston, minister spraw wewnętrznych

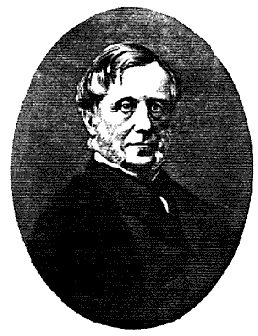
John Young, główny sekretarz Irlandii

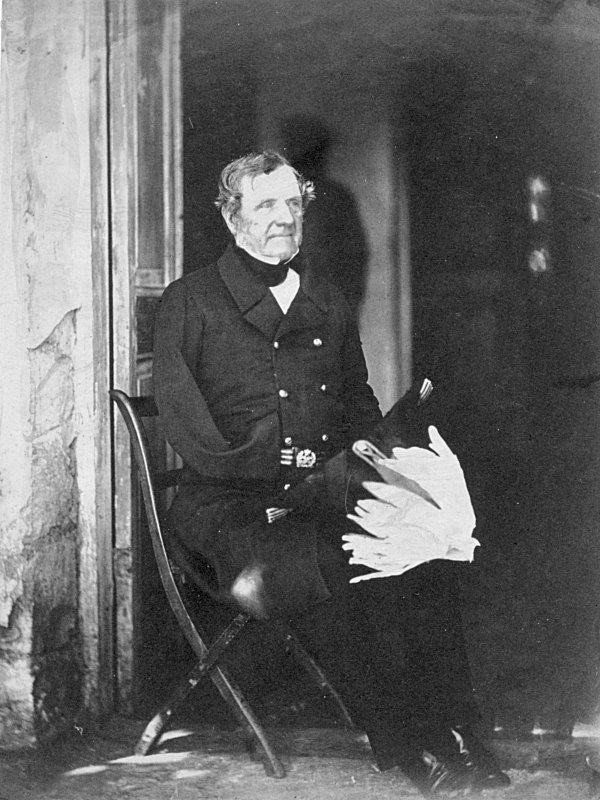
Baron Raglan, generał artylerii

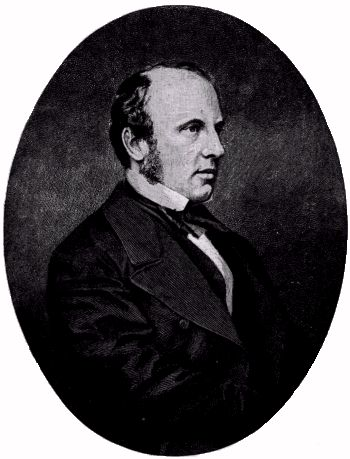
Wicehrabia Canning, poczmistrz generalny

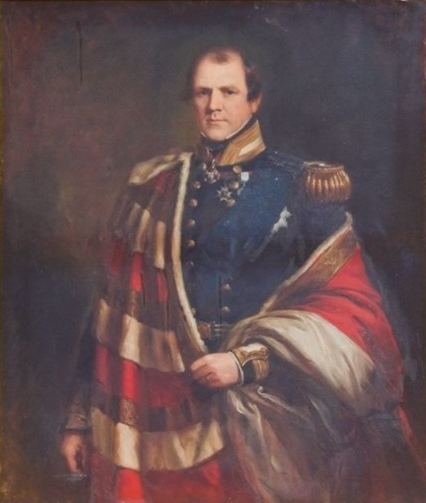
Hrabia Spencer, lord steward

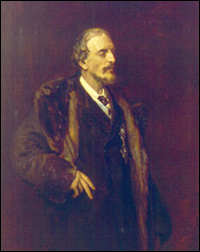
Baron Dufferin i Claneboye, lord-in-waiting

Rząd lorda Aberdeena – rząd pod przewodnictwem George’a Hamiltona-Gordona, 4. hrabiego Aberdeen, istniał od 19 grudnia 1852 do 30 stycznia 1855.
Członków ścisłego gabinetu wyróżniono tłustym drukiem.

## Skład rządu
| Urząd                                                   | Imię i nazwisko | Kadencja                           |
| ------------------------------------------------------- | --- | ---------------------------------- |
| Premier Pierwszy lord skarbu Przewodniczący Izby Lordów | George Hamilton-Gordon, 4. hrabia Aberdeen | 1852–1855                          |
|                                                         | |                                    |
| Kanclerz skarbu                                         | William Ewart Gladstone | 1852–1855                          |
| Parlamentarny sekretarz skarbu                          | William Goodenough Hayter | 1854–1855                          |
| Finansowy sekretarz skarbu                              | James Wilson | 1854–1855                          |
| Młodsi lordowie skarbu                                  | Lord Alfred Hervey Francis Charteris, lord Elcho John Sadleir Cichester Fortescue | 1854–1855 1854–1854 1854–1855      |
| Lord kanclerz                                           | Robert Rolfe, 1. baron Cranworth | 1852–1855                          |
| Lord przewodniczący Rady                                | Granville Leveson-Gower, 2. hrabia Granville Lord John Russell | 1852–1854 1854–1855                |
| Lord tajnej pieczęci                                    | George Campbell, 8. książę Argyll | 1854–1855                          |
| Minister spraw wewnętrznych                             | Henry Temple, 3. wicehrabia Palmerston | 1852–1855                          |
| Podsekretarz stanu w ministerstwie spraw wewnętrznych   | Henry Fitzroy | 1852–1855                          |
| Minister spraw zagranicznych                            | Lord John Russell George Villiers, 4. hrabia Clarendon | 1852–1853 1854–1855                |
| Podsekretarz stanu w ministerstwie spraw zagranicznych  | John Wodehouse, 3. baron Wodehouse | 1852–1855                          |
| Minister wojny i kolonii                                | Henry Pelham-Clinton, 5. książę Newcastle | 1852–1854                          |
| Podsekretarz stanu w ministerstwie wojny i kolonii      | Frederick Peel | 1852–1854                          |
| Minister wojny                                          | Henry Pelham-Clinton, 5. książę Newcastle | 1854–1855                          |
| Podsekretarz stanu w ministerstwie wojny                | Henry Roberts | 1854–1855                          |
| Minister ds. kolonii                                    | George Grey | 1854–1855                          |
| Podsekretarz stanu w ministerstwie ds. kolonii          | Frederick Peel | 1854–1855                          |
| Przewodniczący Izby Gmin                                | John Russell, 1. hrabia Russell | 1852–1855                          |
| Pierwszy lord Admiralicji                               | James Graham | 1852–1855                          |
| Sekretarz przy Admiralicji                              | Ralph Bernal Osborne | 1854–1855                          |
| Cywilny lord Admiralicji                                | William Cowper | 1852–1855                          |
| Przewodniczący Rady Kontroli                            | Charles Wood | 1852–1855                          |
| Sekretarz Rady Kontroli                                 | Robert Lowe Thomas Redington | 1852–1855                          |
| Kanclerz Księstwa Lancaster                             | Edward Sturtt Granville Leveson-Gower, 2. hrabia Granville | 1852–1854 1854–1855                |
| Minister bez teki                                       | Henry Petty-Fitzmaurice, 3. markiz Lansdowne Lord John Russell | 1852–1855 1854–1854                |
| Sekretarz ds. wojny                                     | Sidney Herbert | 1852–1855                          |
| Pierwszy komisarz ds. prac publicznych                  | William Molesworth | 1854–1855                          |
| Przewodniczący Rady Zdrowia                             | Benjamin Hall | 1854–1855                          |
| Główny sekretarz Irlandii                               | John Young | 1854–1855                          |
| Lord namiestnik Irlandii                                | Edward Eliot, 3. hrabia St Germans | 1854–1855                          |
| Generał artylerii                                       | FitzRoy Somerset, 1. baron Raglan | 1852–1855                          |
| Zastępca generała artylerii                             | Lauderdale Maule | 1854–1855                          |
| Skarbnik artylerii                                      | William Monsell | 1854–1855                          |
| Zaopatrzeniowiec artylerii                              | Thomas Hastings | 1852–1855                          |
| Paymaster-General                                       | Edward Stanley, 2. baron Stanley of Alderley | 1854–1855                          |
| Poczmistrz generalny                                    | Charles Canning, 2. wicehrabia Canning | 1854–1855                          |
| Przewodniczący Rady Praw Biednych                       | Matthew Talbot Baines | 1852–1855                          |
| Parlamentarny sekretarz przy Radzie Praw Biednych       | Grenville Berkeley | 1854–1855                          |
| Przewodniczący Zarządu Handlu                           | Edward Cardwell | 1852–1855                          |
| Wiceprzewodniczący Zarządu Handlu                       | Edward Stanley, 2. baron Stanley of Alderley | 1854–1855                          |
| Prokurator generalny                                    | Alexander Cockburn | 1852–1855                          |
| Radca generalny Anglii i Walii                          | Richard Bethell | 1852–1855                          |
| Najwyższy Sędzia Wojskowy                               | Charles Pelham Villiers | 1852–1855                          |
| Lord adwokat                                            | James Moncreiff | 1852–1855                          |
| Solicitor General dla Szkocji                           | Robert Handyside James Craufurd Thomas Mackenzie | 1853 1854–1855 1855                |
| Prokurator Generalny dla Irlandii                       | Abraham Brewster | 1854–1855                          |
| Solicitor General dla Irlandii                          | William Keogh | 1854–1855                          |
| Lord steward                                            | Henry Howard, 13. książę Norfolk Frederick Spencer, 4. hrabia Spencer | 1854–1854 1854–1855                |
| Lord szambelan                                          | John Campbell, 2. markiz Breadalbane | 1854–1855                          |
| Wiceszambelan Dworu Królewskiego                        | Lord Ernest Brudenell-Bruce | 1852–1855                          |
| Koniuszy królewski                                      | Arthur Wellesley, 2. książę Wellington | 1854–1855                          |
| Skarbnik Dworu Królewskiego                             | George Phipps, hrabia Mulgrave | 1854–1855                          |
| Kontroler Dworu Królewskiego                            | Archibald Douglas, wicehrabia Drumlanrig | 1854–1855                          |
| Kapitan Gentelmen at Arms                               | Thomas Foley, 4. baron Foley | 1852–1855                          |
| Kapitan Ochotników Gwardii                              | John Townshend, 3. wicehrabia Sydney | 1852–1855                          |
| Opiekun stajni królewskich                              | John Ponsonby, 5. hrabia Bessborough | 1852–1855                          |
| Chief Equerry Clerk Marshal                             | Alfred Paget | 1852–1855                          |
| Mistress of the Robes                                   | Harriet Sutherland-Leveson-Gower, księżna Sutherland | 1852–1855                          |
| Lord-in-waiting                                         | James Butler, 2. markiz Ormonde Charles Somers-Cocks, 3. hrabia Somers Thomas Stonor, 3. baron Camoys John Elphinstone, 13. lord Elphinstone George Pitt-Rivers, 4. baron Rivers Henry Cavendish, 3. baron Waterpark George Warren, 2. baron de Tabley William Hare, 2. hrabia Listowel Frederick Blackwood, 5. baron Dufferin i Claneboye | 1854–1854 1854–1855 1853 1854–1855 |